# Sten Fauvelle
Sten Ragnar Fauvelle, född 8 februari 1919 i Solna församling, död 14 november 2008 i Oscars församling, Stockholm, var en svensk inredningsarkitekt.
Fauvelle, som var son till klockare David Mårtenson och Helny Rosén, utexaminerades från Högre Konstindustriella Skolan 1945 och studerade vid École nationale supérieure des Beaux-Arts  i Paris 1948–1949. Han blev inredningsarkitekt Skofabriks AB Oscaria i Örebro 1945, hos arkitekt Jean Camion i Paris 1948, formgivare på AB Arvid Böhlmarks Lampfabrik i Stockholm 1950, startade egen inredningsfirma i Malmö 1953 och var chef för inredningsavdelningen vid Kockums Mekaniska Verkstads AB från 1956. Han var sekreterare i sydsvenska avdelningen av Svenska inredningsarkitekters riksförbund 1954–1957.